# Lista de governantes da Provença
A região da Provença tem uma história distinta de qualquer grande nação da Europa. Sua existência independente tem suas origens no ambiente fronteiriço do ducado na Gália merovíngia. Nesta posição, influenciada e afetada por culturas diferentes de ambos os lados, os provençais mantiveram uma unidade que foi reforçada quando se criou um reino à parte durante o declínio carolíngio no fim do século IX. A Provença enfim foi unida ao outro reino borgonhês, mas continuou governada por seus condes poderosos e amplamente independentes.
No século XI, A Provença passou a ser disputada entre a linhagem tradicional e os condes de Toulouse, que reivindicavam o título de "Marquês da Provença". Na Alta Idade Média, o título de Conde da Provença pertencia a famílias locais de origem franca, à Casa de Barcelona, à Casa d'Anjou e a um ramo cadete da Casa de Valois. Após 1032, o condado passou a ser parte do Sacro Império Romano-Germânico. Foi herdada pelo rei Luís XI da França, em 1481, e incorporado definitivamente ao domínio da Coroa Francesa por seu filho Carlos VIII, em 1484.

## Duques e patrícios merovíngios
Durante a era da dinastia merovíngia na Gália, a Provença era uma província governada por duques, líderes militares e comandantes distritais que serviam como defensores das fronteiras do reino, ao contrário dos condes, que governavam as cidades e suas adjacências. A Provença era parte da divisão do reino franco conhecida como Borgonha, que era tratada como seu próprio reino. Seu título por vezes é descrito como rector Provinciae.
Eis uma lista incompleta de duques da Provença conhecidos eleitos pelos merovíngios:
- Gondolfo;
- Libério (até 534), ostrogodo;
- Bodegisel;
- Adovário (561-569);
- Lupo (569-570);
- Jovino (570-573);
- Albino (573-575);
- Dinâmio (a partir de 575);
- Leudegisel, da Provença borgonhesa;
- Nicécio (a partir de 587);
- Babo;
- Egila;
- Bado (634-641);
- Vilibaldo (641-643), da Provença borgonhesa;
- Heitor;
- Antenor;
- Metrano;
- Maurôncio (c.720-739)
- Abo.

## Duques e marqueses carolíngios
A Provença foi governada por uma série de duques pouco conhecidos durante a unidade carolíngia até o Tratado de Verdun, em 843:
- Leibulfo (até cerca de 829);
- Guerino (c.829-845);
- Fulcrade (845-c.860).

## Reis carolíngios
Após a divisão do Império Carolíngio pelo Tratado de Verdun, em 843, o primeiro dos governantes irmãos dos três reinos a falecer foi Lotário I, que dividiu seu reino médio segundo o costume dos francos entre seus três filhos. Dessa divisão nasceu o Reino da Provença, dado ao filho mais novo de Lotário, Carlos. Assim foi inaugurada uma linhagem real provençal que, embora estivesse frequentemente incluída em alguma de seus países adjacentes maiores, estava tão frequentemente proclamando seus soberanos.
O reino da Provença também era conhecido como Baixa Borgonha (ou Borgonha Cisjurana). Sua capital foi primeiramente Vienne e depois Arles.
- Carlos (855-863)

Provença dividida entre irmãos sobreviventes: Lotário II e o imperador Luís II. O grosso vai para Luís.
- Luís II (863-875), também imperador do Sacro Império desde 855;

Assim como o Reino de Itália, A Provença de Luís vai para seu tio ao falecer
- Carlos, o Calvo (875-877), também imperador do Sacro Império em 875;
- Luís, o Gago (877-879)

Com a morte de Luís, o sucessor de Carlos, a Provença se recusou a eleger seus dois filhos, elegendo seu próprio rei. Bosão casou-se com Ermengarda, filha do imperador Luís II, para reforçar seu direito e o de seu filho.
- Bosão (879-887);
- Luís, o Cego (887-928), também imperador do Sacro Império de 901 a 905;

O reino de Luís não passou para seus herdeiros, mas para seu cunhado, Hugo, que atuava como seu regente desde 905. Hugo nunca usou título real em Provença.
- Hugo (911-933)

Em 933, a Provença deixa de ser um reino independente, uma vez que Hugo a trocou com Rodolfo II da Alta Borgonha pela Coroa de Ferro da Lombardia, isto é, o governo da Itália.

## Condes no Sacro Império
Foi após a morte de Luís, o Cego, que a Provença passou a ser governada por condes locais postos sob a autoridade de um marquês. Primeiro, Hugo de Arles serviu como duque e regente durante a longa cegueira de Luís. Depois, Hugo passou a marca de Vienne e o ducado da Provença para Rodolfo II da Alta Borgonha num tratado, em 933. Rodolfo jamais foi reconhecido pelos nobres provençais e, ao invés disso, elegeu Hugo, duque da Borgonha, como seu marquês.
Na mesma época, os primeiros condes da região foram os condes de Arles e os de Avinhão. De Robaldo I de Arles, descendiam os familiares que usariam o título de conde da Província/Provença (comes Provinciae) ou conde da Provença. Guilherme I e Robaldo II não dividiram os domínios de seus pais e esta indivisibilidade foi mantida por seus respectivos descendentes. Assim é impossível acertar quem sucedeu quem no condado já que vários governos se sobrepuseram. O título de marquês também continuou nesta família até passar para Bertrando de Toulouse, em 1062.

### Primeira dinastia
- 961 - 1008 Robaldo I (marquês desde 993)
- 968 - 993 Guilherme I (marquês desde 975)
- 994 - 1018 Guilherme II
- 1008 - 1014 Robaldo II (também marquês)
- 1014 - 1037 Guilherme III (também marquês)
- 1037 - 1062 Ema I (também marquesa)
- 1018 - 1030 Guilherme IV
- 1018 - 1051 Fulco Beltrão
- 1032 - 1062 Godofredo I
- 1051 - 1094 Guilherme V
- 1063 - 1067 Godofredo II
- 1063 - 1092 Beltrão II
- 1093 - 1112 Gerberga I
- 1112 - 1127 Dulce I

Gerberga morreu em 1112, passando o condado para sua filha Dulce I, cujo esposo, Raimundo Berengário III de Barcelona, se tornou Raimundo Berengário I da Provença.

### Casa de Barcelona
Com a falta de sucesso na Reconquista de sua fronteira sul, os catalães se voltaram para o litoral e o norte mediterrâneo. Eles ambicionavam a região entre as Cevenas e o Ródano, então sob o domínio de Toulouse. Em 1112, o conde de Barcelona, Raimundo Berengário III, casou com a herdeira de Provença, Dulce, que era filha da condessa Gerberga da Provença. O casamento provavelmente aconteceu estimulado pela igreja, que estava então em conflito com a Casa de Toulouse. Em 1076, o conde Raimundo IV de Toulouse foi excomungado.
- 1112-1131 Raimundo Berengário III, conde de Barcelona, em conjunto com a mulher, Dulce I
- 1131-1144 Berengário Raimundo I, filho
  - 1144-1157 Regência de Raimundo Berengário IV de Barcelona, irmão do anterior, por vezes contado como Raimundo Berengário II
- 1157-1166 Raimundo Berengário II, filho de Berengário Raimundo
- 1166-1167 Dulce II, filha. Em 1167 é deposta pelo tio, rei de Aragão.
- 1167-1171 Afonso I, dá o território ao irmão em 1171.
- 1171-1181 Pedro Raimundo Berengário III, irmão do anterior
- 1181-1185 Sancho I, irmão dos anteriores, deposto por Afonso II de Aragão para fazer a paz com Toulouse.
- 1185-1195 Afonso I, assume novamente o Condado, perante a menoridade do filho, Afonso II
- 1195-1209 Afonso II, filho de Afonso I
  - 1209 1.ª Regência da condessa-viúva Gersenda de Forcalquier, nomeada regente pelo marido. Foi afastada por Pedro II de Aragão.
  - 1209-1213 Regência do ex-conde Sancho (I) de Aragão, nomeado por Pedro II de Aragão, deu a regência provençal para o filho quando começou a reger em Aragão.
  - 1213 (ou 1213-1216) Regência de Nuno Sanches de Cerdanha, filho de Sancho, expulso segundo certas fontes pelos partidários de Gersenda, segundo outras manteve-se como tal até à maioridade do conde.
  - 1213-1217 2.ª Regência da condessa-viúva Gersenda de Forcalquier, retoma a posição graças aos seus partidários.
- 1217-1245 Raimundo Berengário IV
- 1245-1267 Beatriz I[1]

### Casa de Anjou
- 1267-1285 Carlos I
- 1285-1309 Carlos II
- 1309-1343 Roberto I
- 1343-1382 Joana I[1][2]